# 28936 Dalapati
28936 Dalapati è un asteroide della fascia principale. Scoperto nel 2000, presenta un'orbita caratterizzata da un semiasse maggiore pari a 2,6774999 UA e da un'eccentricità di 0,0992950, inclinata di 4,99446° rispetto all'eclittica.